# Hymn Śródmieścia
Hymn Śródmieścia – utwór funkcjonujący w czasie powstania warszawskiego pod tą nazwą, choć oficjalnie nigdy nie został tak określony. Powstał w pierwszym tygodniu powstania, najprawdopododniej 7 sierpnia. Autorem słów był Eugeniusz Żytomirski, natomiast melodii - Zbigniew Krukowski.
Hymn Śródmieścia 

I znów walczy dzielna stolica,

Znów spowiły ją łuny i dym

I na krwią zbroczonych ulicach

Znów wolności rozlega się hymn!

Choć mundury nie zdobią nam ramion,

Choć nie każdy z nas nawet ma broń - 

Cała ludność Warszawy jest z nami,

Każdy Polak podaje nam dłoń!

Bo my - walcząca Warszawa,

Złączona ofiarą krwi...

Nasz cel - to honor i sława,

Potęga przyszłych dni!

Nieznane jest nam słowo "trwoga",

Nie zgnębi nas zdradziecki wróg!

Kto żyw, ten z nami, na wroga!

Tak nam dopomóż Bóg!